# Pat Brown
Pat Brown, właśc. Edmund Gerald Brown Sr. (ur. 21 kwietnia 1905, zm. 16 lutego 1996) – amerykański polityk związany z Partią Demokratyczną, w latach 1959–1967 pełnił urząd gubernatora rodzinnego stanu Kalifornia.

## Przed rozpoczęciem kariery publicznej
Przyszedł na świat w San Francisco jako syn Edmunda Brown i Idy z d. Schuckman. Już w szkole średniej przyjął przydomek Pat. Mając 12 lat (był to okres I wojny światowej) sprzedawał przechodniom bony wojenne.
W roku 1927 ukończył San Francisco Law School, zdobywając zawód prawnika. Przez pewien czas pracował w sklepie tytoniowym swego ojca.

## Kariera polityczna przed wyborem na gubernatora
Praktykę adwokacką rozpoczął w San Francisco. W owym okresie był aktywnym członkiem Partii Republikańskiej, ale we wczesnych latach 30. XX w. przeszedł do demokratów (jego przyszły następca na stanowisku gubernatora, Ronald Reagan, początkowo był demokratą, zanim zarejestrował się jako republikanin).
Już w 1928 roku Brown kandydował do stanowej legislatury (jako republikanin), ale wybory przegrał. W 1939 roku kandydował na stanowisko prokuratora okręgowego w San Francisco, ale ponownie poniósł porażkę. Dopiero w 1943 roku zdobył to stanowisko.
Prokuratorem okręgowym był przez siedem lat, zwalczając gorliwie nielegalny handel i podziemie aborcyjne. Po  siedmiu latach, w 1950 roku został wybrany na prokuratora generalnego Kalifornii (był wtedy jednym demokratą, który wygrał walkę o stanowe stanowisko rządowe). Urząd ten sprawował przez osiem lat (1951–1959).

## Gubernator Kalifornii
W 1958 roku uzyskał nominację demokratów na gubernatora Kalifornii i pokonał znanego senatora federalnego i byłego lidera republikańskiej większości w tej izbie Williama F. Knowlanda większością ponad 20% głosów. W 1962 roku wysoko pokonał byłego wiceprezydenta (i późniejszego prezydenta) Richarda Nixona.
Jako gubernator, Brown wyróżnił się wkładem w rozwój gospodarki wodnej. Miał dobre stosunki z legislaturą stanową, która tylko pięć razy przez osiem lat sprawowania urzędu odrzuciła jego propozycje. Z powodzeniem zajmował się też edukacją.
W 1960 roku ubiegał się o prezydencką nominację z ramienia demokratów, ale jej nie uzyskał.
Brown uważał się za przeciwnika kary śmierci, czemu niejednokrotnie głośno dawał wyraz. Jednakże za jego rządów wykonano 35 egzekucji, w tym tak słynne, jak sprawy Caryla Chessmana i Elizabeth Duncan (ostatnia kobieta stracona w USA przed 1984 rokiem). W 1963 roku Brownowi udało się wstrzymać wszystkie egzekucje. Ostatnia egzekucja w Kalifornii miała miejsce za rządów Reagana.
Mimo swej popularności i niewątpliwych osiągnięć Brown przegrał walkę o trzecią kadencję w 1966 roku, kiedy pokonał go były demokrata, znany aktor (i ongiś szef związku zawodowego aktorów) oraz przyszły prezydent Ronald Reagan. Obie strony (Brown i Reagan) uciekały się do kampanii negatywnej. Reagan zupełnie bezpodstawnie pomawiał Browna o poglądy komunistyczne.

## Dalsze życie
Brown, który po przegranej z Reaganem wycofał się z działalności politycznej, wspierał kariery własnych dzieci, w tym syna Jerry’ego. Zmarł w 1996 roku w wieku 90 lat w Beverly Hills i został pochowany na cmentarzu w Colmie.

## Rodzina
Brown ożenił się w 1930 roku ze swoją znajomą jeszcze z czasów dzieciństwa Bernice Layne. Miał wtedy 25 lat a ona 22. Bernice była córką policjanta z San Francisco.
Ich syn Jerry Brown (ur. 1938) był gubernatorem Kalifornii w latach 1975–1983 i poważnym kandydatem do nominacji prezydenckiej demokratów w latach 1976, 1980 i 1992. W latach 1999–2007 był burmistrzem Oakland, a w listopadzie 2006 roku wygrał wybory na stanowego prokuratora generalnego.
Ich córka Kathleen Brown (ur. 1945) była stanową sekretarz skarbu. Pat i Bernice mieli ponadto jeszcze dwie córki: Barbarę i Cynthię.